# Digitalis purpurea
La digitale rossa (Digitalis purpurea L., 1753) è una pianta erbacea e perenne dai grandi fiori purpurei, appartenente alla famiglia delle Plantaginaceae.

## Etimologia
Il primo studioso ad introdurre il nome del genere (Digitalis) fu il botanico e fisico germanico Leonhart Fuchs (17 gennaio 1501 – 10 maggio 1566); il termine significa "ditale" e indubbiamente il fiore ricorda questo utile oggetto. In seguito fu il botanico francese Joseph Pitton de Tournefort a elevare questo termine a valore di genere e infine fu Carl von Linné a completarlo con una dozzina di specie. Il termine specifico purpurea è parola latina che indica il colore della porpora.
Il nome scientifico della specie è stato definito da Linneo (1707 – 1778), conosciuto anche come Carl von Linné, nella pubblicazione Species Plantarum - 1: 621 del 1753.

## Descrizione

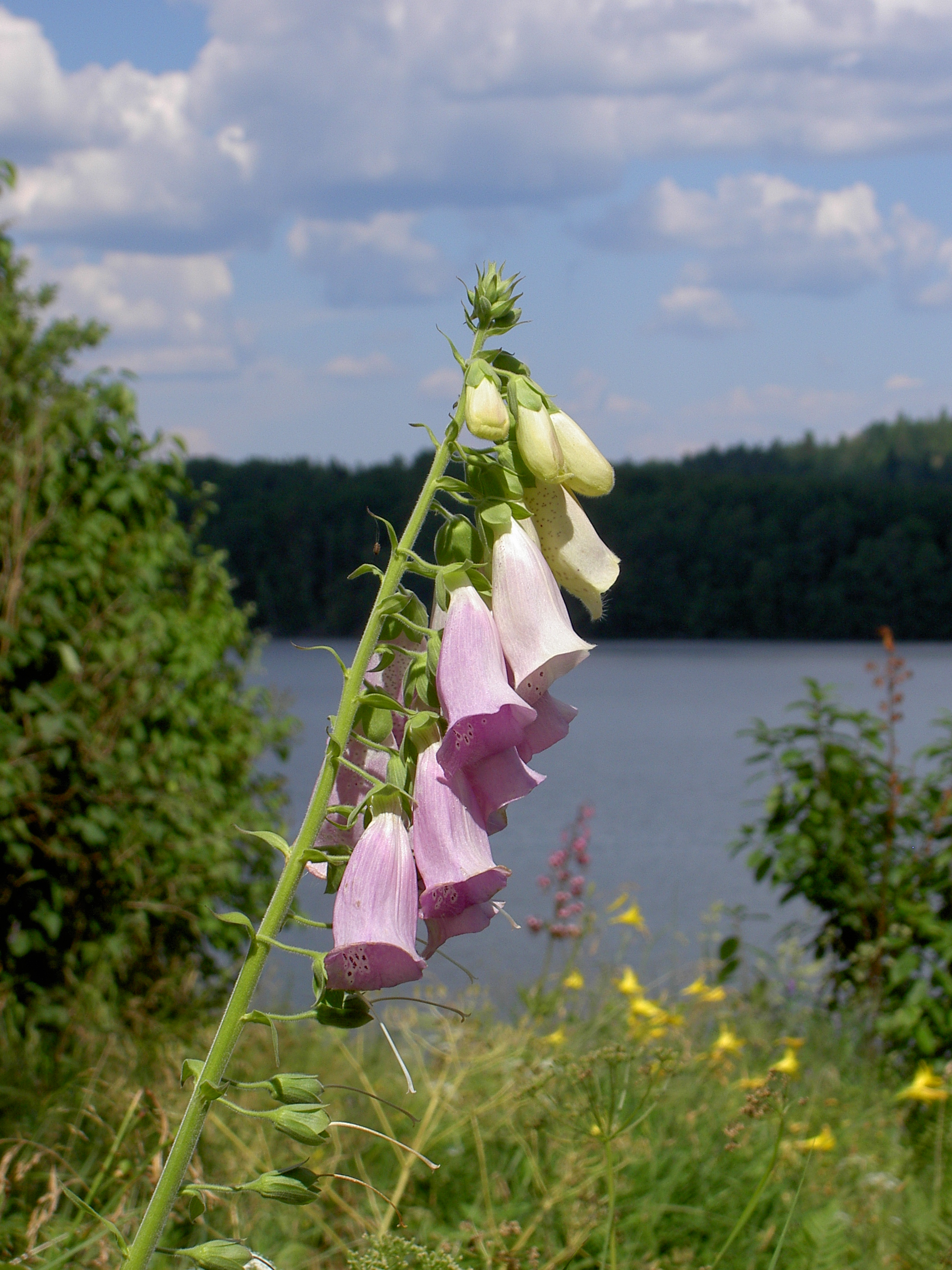
Il portamento

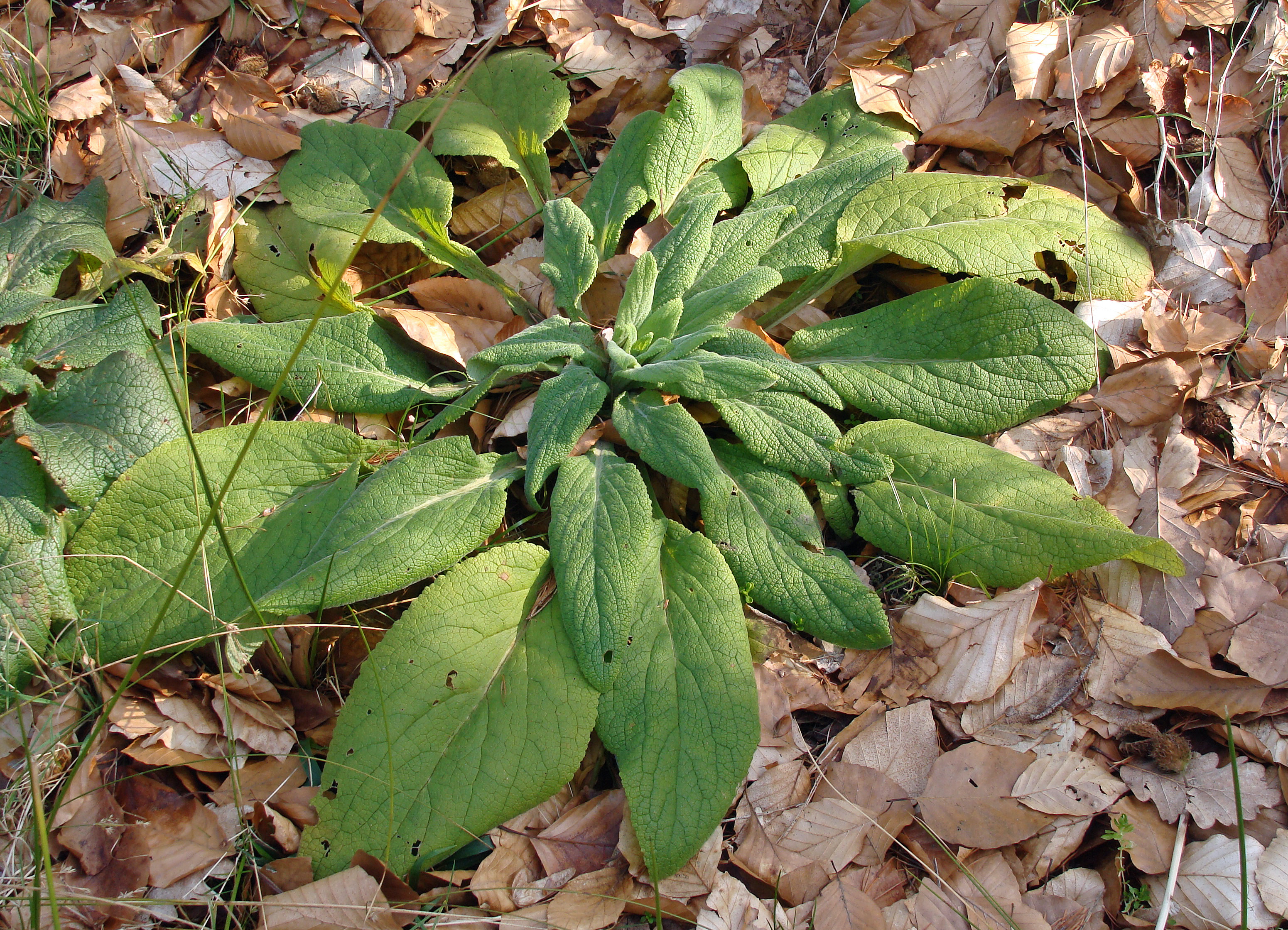
Le foglie

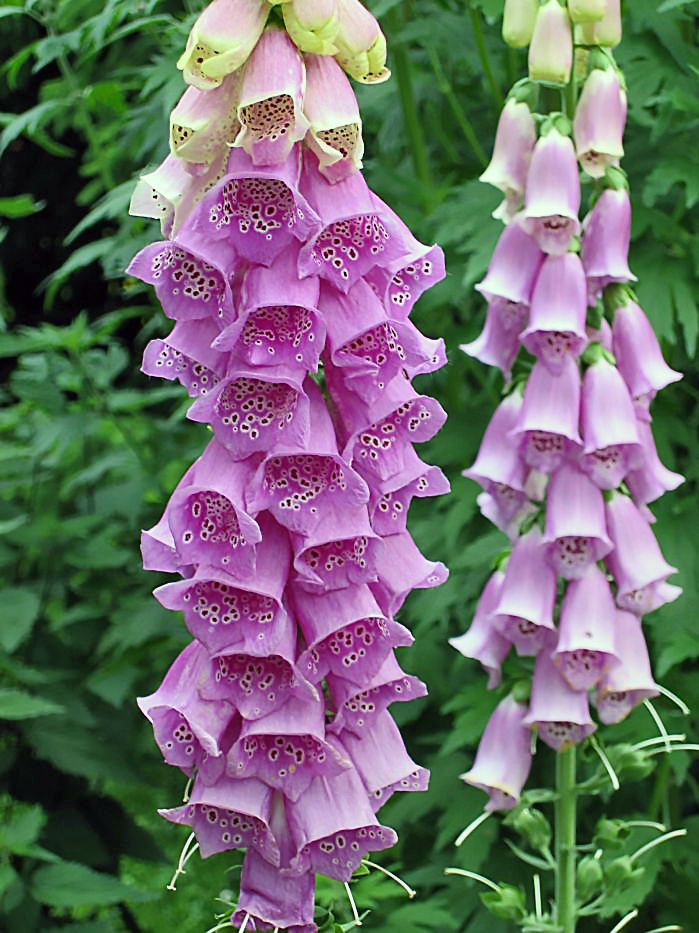
Infiorescenza

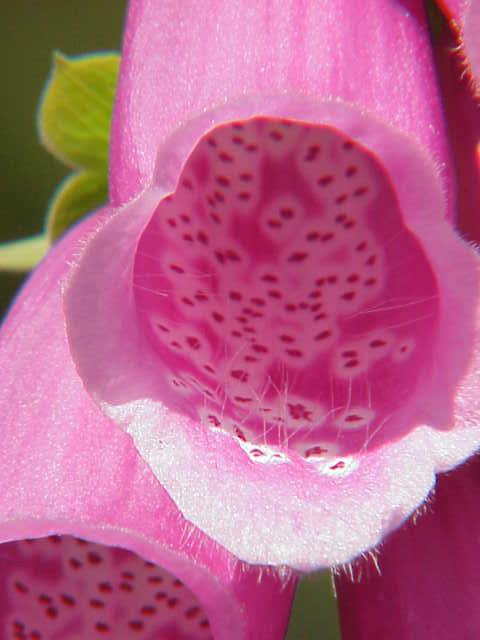
I fiori

Si tratta di una pianta mediamente alta (da 3 dm fino a 1,5 metri) la cui forma biologica è emicriptofita scaposa (H scap), ossia è una pianta perennante (o con ciclo biologico bienne; il fusto fiorito si sviluppa il secondo anno) con gemme situate alla base del terreno e con fusti a infiorescenza terminale.

### Radici
La radice è ramosa con la parte centrale ingrossata.

### Fusto
Il fusto è eretto, a sezione cilindrica e colorato di bianco; la superficie è puberula per peli ghiandolari. È inoltre semplice (non ramificato).

### Foglie
Tutte le foglie sono ricoperte da nervature reticolate e crenate sui bordi. Sono bianco-tomentose sulla pagina inferiore; mentre quella superiore è colorata di verde scuro. Le foglie si dividono in:
- foglie basali: le foglie basali, raccolte in rosette, sono semplici con una forma da ovale o oblunga-ellittica a lineare-spatolata, acute all'apice e picciolo strettamente alato; dimensione delle foglie basali: larghezza 2 – 3 cm; lunghezza 12 - 15 cm;
- foglie cauline: le foglie cauline sono lanceolate, progressivamente ridotte e sessili; lungo il fusto la disposizione è spiralata.

### Infiorescenza
L'infiorescenza è formata da un racemo allungato, terminale e bratteale (alla base di ogni pedicello è presente una brattea). Generalmente i fiori hanno una disposizione unilaterale causata dalla torsione dei pedicelli. I singoli fiori sono inoltre penduli, questo per proteggere il polline e il nettare dalla pioggia. Lunghezza del racemo: 2 - 5 dm. Lunghezza dei pedicelli : 10 – 15 mm).

### Fiore
I fiori sono ermafroditi, leggermente attinomorfi quasi zigomorfi, tetraciclici (composti da 4 verticilli: calice – corolla – androceo – gineceo), pentameri (calice e corolla divisi in cinque parti).
- Formula fiorale. Per la famiglia di queste piante viene indicata la seguente formula fiorale:

X o * K (4-5), [C (4) o (2+3), A 2+2 o 2], G (2), capsula.
- Calice: il calice (gamosepalo) è diviso profondamente in cinque lobi ovati e acuti; le divisioni arrivano fin quasi alla base del calice stesso. Dimensione dei lobi: larghezza 7 mm; lunghezza 11 mm.
- Corolla: la corolla è simpetala a forma sub-campanulata con fauci oblique e colore rosso porporino chiazzata di bianco (esistono varietà in cui il fiore è rosa, giallo o bianco); nella zona dell'ovario è lievemente contratta e prende una forma più tubolare (è la parte che contiene il nettare). La corolla termina in cinque lobi non molto incisi; quello superiore è ricurvo, dentellato e più corto; mentre quello inferiore è più lungo (5 mm) degli altri (per questo può essere considerata debolmente bilabiata). La corolla nella parte interna sono presenti delle setole pelose. Dimensioni del tubo: diametro 1 - 1,5 cm; lunghezza 3 cm.
- Androceo: gli stami sono cinque e sono inclusi nella campana corollina.
- Gineceo: lo stilo è unico con stimma bilobo su un ovario supero formato da due carpelli (ovario sincarpellare). Sotto l'ovario è posto l'anello nettarifero.
- Fioritura: da maggio a luglio (settembre).

### Frutti
Il frutto è del tipo a capsula prolungata in un becco acuto e dall'aspetto peloso-glandoloso. All'interno sono disposte due logge a deiscenza “septicida” (ossia è un frutto che si apre per fenditure longitudinali): vengono così dispersi al vento un gran numero di piccolissimi semi (0.1-0.2 mm). La forma dei semi è angolosa. Nella fruttificazione inoltre il calice è persistente.

## Biologia
L'impollinazione avviene tramite insetti (impollinazione entomogama). Le antere maturano prima degli stimmi (potenzialmente è possibile quindi una autoimpollinazione), ma indubbiamente è anche chiaro che tutta la struttura del fiore è predisposta per favorire l'impollinazione entomofila soprattutto da parte dei calabroni.
La dispersione dei semi avviene inizialmente a causa del vento (dispersione anemocora); una volta caduti a terra sono dispersi soprattutto da insetti tipo formiche (mirmecoria).

## Distribuzione e habitat

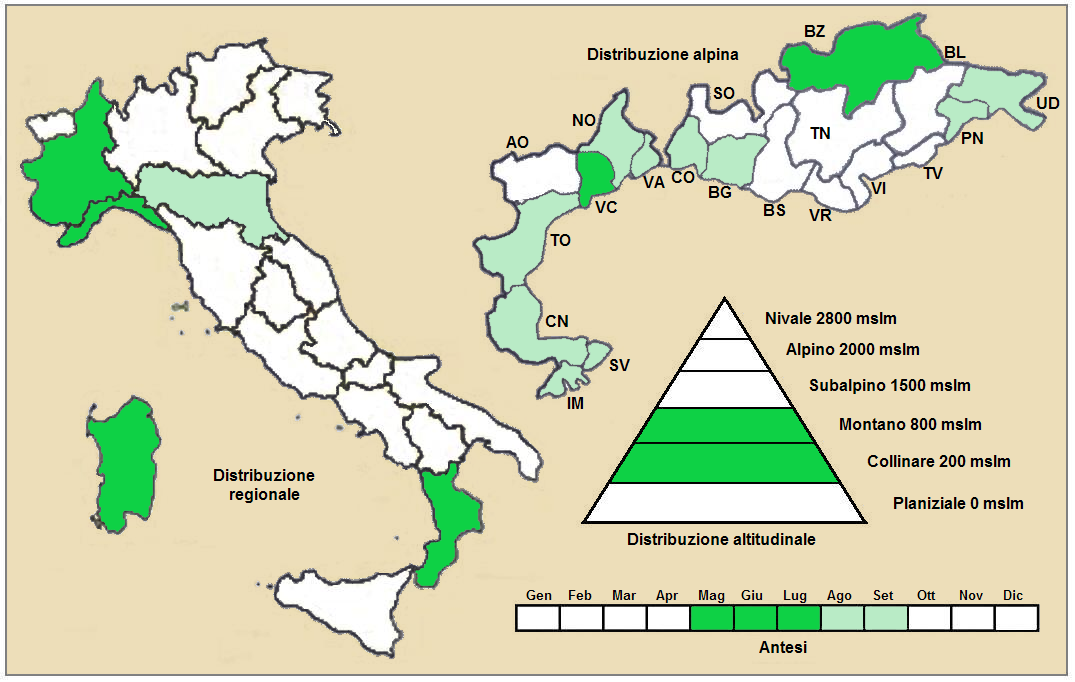
Distribuzione della pianta
(Distribuzione regionale – Distribuzione alpina)

- Geoelemento: il tipo corologico (area di origine) è Ovest - Mediterraneo (Euri - Mediterraneo).
- Distribuzione: in Italia si trova principalmente in Sardegna; altrove è coltivata nei giardini. Nelle Alpi la presenza è sporadica. Fuori dall'Italia, sempre nelle Alpi, questa specie si trova in Francia (dipartimenti di Isère e Alta Savoia) e in Austria (Länder del Vorarlberg, Salisburgo, Carinzia, Stiria, Austria Superiore e Austria Inferiore). Sugli altri rilievi europei collegati alle Alpi si trova nella Foresta Nera, Vosgi, Massiccio Centrale e Pirenei.[13] Nel resto dell'Europa e dell'areale del Mediterraneo la specie di questa voce è distribuita dal Marocco alla Scandinavia (esclusa l'Europa mediterranea orientale e centrale orientale).[14]
- Habitat: l'habitat tipico sono le radure boschive, i pascoli montani, i tagli rasi forestali, le strade forestali e le aree incendiate. Il substrato preferito è siliceo con pH acido, alti valori nutrizionali del terreno che deve essere mediamente umido.[13]
- Distribuzione altitudinale: sui rilievi queste piante si possono trovare da 500 fino a 1.700 m s.l.m.; frequentano quindi i seguenti piani vegetazionali: collinare e montano.

### Fitosociologia

#### Areale alpino
Dal punto di vista fitosociologico alpino Digitalis purpurea appartiene alla seguente comunità vegetale:
- Formazione: delle comunità delle macro- e megaforbie terrestri

- Classe: Epilobietea angustifolii

- Ordine: Atropetalia bella-donae

- Alleanza: Epilobion angustifolii

#### Areale italiano
Per l'areale completo italiano Digitalis purpurea appartiene alla seguente comunità vegetale:
- Macrotipologia: vegetazione erbacea sinantropica, ruderale e megaforbieti

- Classe: Epilobietea angustifolii Tüxen & Preising ex Von Rochow, 1951

- Ordine: Atropetalia belladonnae Vlieger, 1937

- Alleanza: Epilobion angustifolii Tuxen ex Eggler, 1952

Descrizione: l'alleanza Epilobion angustifolii è relativa alle comunità di megaforbie (vegetazione erbacea perenne con macrofite di grossa taglia) su suoli acidi e ricchi di sostanze organiche (ben nitrificati). Questa cenosi si sviluppa lungo i margini stradali, ma anche ai margini o nelle radure delle foreste decidue o di conifere. La distribuzione dell'alleanza è eurosiberiana.
Specie presenti nell'associazione: Epilobium angustifolium, Salvia glutinosa e Senecio sylvaticus.
La Digitalis purpurea è presente anche nella suballeanza Roso serafinii-Juniperenion nanae Brullo, Giusso Del Galdo & Guarino, 2001

## Tassonomia
La famiglia di appartenenza (Plantaginaceae) è relativamente numerosa con un centinaio di generi, mentre il genere della Digitalis comprende una ventina di specie di cui mezza dozzina sono presenti nella flora spontanea italiana.
La classificazione tassonomica della Digitalis purpurea è in via di definizione in quanto fino a poco tempo fa il suo genere apparteneva alla famiglia delle Scophulariaceae (secondo la classificazione ormai classica di Cronquist), mentre ora con i nuovi sistemi di classificazione filogenetica (classificazione APG) è stata assegnata alla famiglia delle Plantaginaceae; anche i livelli superiori sono cambiati (vedi il box tassonomico iniziale).
Questa pianta appartiene alla tribù delle Digitalideae (Dumort.) Dumort. (1829)
Il numero cromosomico di D. purpurea è: 2n = 48 e 56.

### Sottospecie e varietà
Per questa specie sono riconosciute le seguenti sottospecie:
- Digitalis purpurea subsp. bocquetii Valdés, 1986 - Distribuzione: Spagna
- Digitalis purpurea subsp. gyspergerae (Rouy) Rouy, 1909 - Distribuzione: Corsica
- Digitalis purpurea subsp. heywoodii P. Silva & M. Silva, 1959 - Distribuzione: Penisola Iberica
- Digitalis purpurea subsp. mariana (Boiss.) Rivas Goday, 1946 - Distribuzione: Penisola Iberica
- Digitalis purpurea var. amandiana (Samp.) Cout., 1935
- Digitalis purpurea var. mauretanica Humbert & Maire ex Emb. & Maire, 1927
- Digitalis purpurea var. toletana Font Quer, 1925

### Sinonimi
Questa entità ha avuto nel tempo diverse nomenclature. L'elenco seguente indica alcuni tra i sinonimi più frequenti:
- Digitalis alba Schrank
- Digitalis campbelliana W.Baxter
- Digitalis carnea Meigen & Weing.
- Digitalis fucata Ehrh.
- Digitalis gloxinioides Carrière
- Digitalis gyspergerae Rouy
- Digitalis intermedia Lapeyr.
- Digitalis libertiana Dumort.
- Digitalis longiflora Lej.
- Digitalis media Elmig.
- Digitalis miniana Samp.
- Digitalis nevadensis Kunze
- Digitalis purpurascens Roth
- Digitalis purpurascens Lej.
- Digitalis purpurea f. alba (Schrank) K.Werner
- Digitalis purpurea var. albiflora Lej.
- Digitalis purpurea f. alpina K.Werner
- Digitalis purpurea f. carnea (Meigen & Weing.) K.Werner
- Digitalis purpurea var. gyspergerae (Rouy) Fiori
- Digitalis purpurea var. humilis Rouy
- Digitalis purpurea f. humilis (Rouy) K.Werner
- Digitalis purpurea var. miniana (Samp.) Cout.
- Digitalis purpurea var. nevadensis Amo
- Digitalis purpurea var. parviflora Lej.
- Digitalis purpurea f. parviflora (Lej.) K.Werner
- Digitalis purpurea var. tomentosa (Hoffmanns. & Link) Webb
- Digitalis purpurea var. valida Merino
- Digitalis purpureolutea G.Mey.
- Digitalis speciosa Salisb.
- Digitalis thapsi Bertero ex Nyman
- Digitalis thapsi var. intermedia Lindl.
- Digitalis tomentosa Hoffmanns. & Link

Sinonimi della varietà amandiana
- Digitalis amandiana Samp.
- Digitalis purpurea subsp. amandiana (Samp.) Hinz

Sinonimi della varietà mauretanica
- Digitalis mauretanica (Humbert & Maire ex Emb. & Maire) Ivanina
- Digitalis purpurea subsp. mauretanica  (Humbert & Maire ex Emb. & Maire) Romo
- Digitalis purpurea var. mauretanica  Humbert & Maire

Sinonimi della varietà toletana
- Digitalis purpurea subsp. toletana (Font Quer) Hinz

## Usi medici

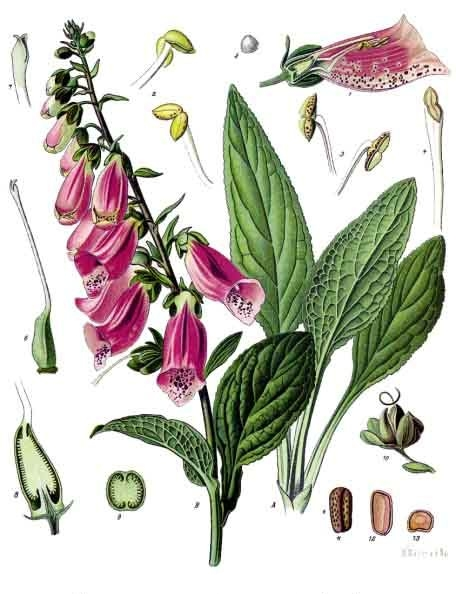

L'uso di estratti della Digitalis purpurea per il trattamento dello scompenso cardiaco fu descritto per la prima volta da William Withering.
Le foglie di questa pianta contengono infatti alcuni glicosidi farmacologicamente attivi (digitossina e digossina) che hanno potenti effetti sul cuore: aumentano la forza di contrazione del muscolo cardiaco (effetto inotropo positivo) ed hanno proprietà antiaritmiche. Sono principalmente indicati nella terapia dell'insufficienza cardiaca; tuttavia le stesse sostanze, se assunte in dosi eccessive, possono causare seri problemi, quali aritmie e blocchi cardiaci, talora letali. È inserita nell'elenco delle piante officinali spontanee soggette alle disposizioni della legge 6 gennaio 1931 n. 99.
La digitale è un classico esempio di farmaco derivato da una pianta usata un tempo come rimedio dalla medicina popolare: in erboristica si è ormai abbandonato il suo uso a causa del suo basso indice terapeutico e della difficoltà nel determinare la dose attiva. Inizialmente, una volta accertata l'utilità della digitale nel regolarizzare il polso, la pianta venne impiegata per curare un gran numero di patologie, compresa l'epilessia e altri disturbi convulsivi. Ora per queste indicazioni l'uso della digitale è considerato inadeguato.
Come altri glicosidi cardiaci, i principi attivi della Digitalis esercitano la loro azione inibendo la attività della ATPasi sodio-potassio. L'inibizione della Na+/K+-ATPasi a sua volta causa un aumento non solo del Na+ intracellulare, ma anche del calcio, che a sua volta produce un aumento della forza di contrazione del muscolo cardiaco. In altre parole, al giusto dosaggio, la tossina della Digitalis può far aumentare la frazione di eiezione cardiaca.
Tuttavia, digitossina, digossina e molti altri glicosidi cardioattivi, come la ouabaina, sono conosciuti perché sono in grado di rendere ripide le curve di risposta al dosaggio, cioè un leggero aumento nel dosaggio di queste sostanze può fare la differenza tra una dose innocua e una fatale. 
Ha anche un effetto vagale sul sistema nervoso parasimpatico, e come tale è usata nell'aritmia cardiaca rientrante e per rallentare la velocità ventricolare durante la fibrillazione atriale.
L'intossicazione da digitale derivante da sovradosaggio può manifestarsi con una visione in itterico (giallo) e con la comparsa di contorni confusi (aloni), e bradicardia; i sintomi comprendono inoltre nausea e vomito. La possibile insorgenza di blocco atrio-ventricolare può condurre ad arresto cardiaco e morte.

## Questioni scientifiche
I vari botanici si sono chiesti l'utilità delle macchie e delle setole pelose all'interno della corolla. Probabilmente le macchie hanno una funzione di guida alla ricerca del nettare da parte degli insetti pronubi; mentre la presenza delle setole pelose non trova tutti concordi in una univoca spiegazione (c'è chi dice che servano a tenere lontani certi insetti troppo piccoli, o chi al contrario che le setole servano come punto di appoggio).

## In letteratura
La Digitale purpurea è una celebre poesia di Giovanni Pascoli, basata sul racconto della sorella Maria relativo alla presenza di questa specie vegetale presso l'istituto di suore che la ospitava, a Sogliano al Rubicone.
La Digitale purpurea è anche la pianta che Mara Paladini, protagonista del romanzo La Torre d’Avorio di Paola Barbato, utilizza per avvelenare le sue vittime.

## Altre notizie
La digitale rossa in altre lingue è chiamata nei seguenti modi:
- (DE)  Roter Fingerhut
- (FR)  Digitale pourpre
- (EN)  Foxglove

## Alcune immagini

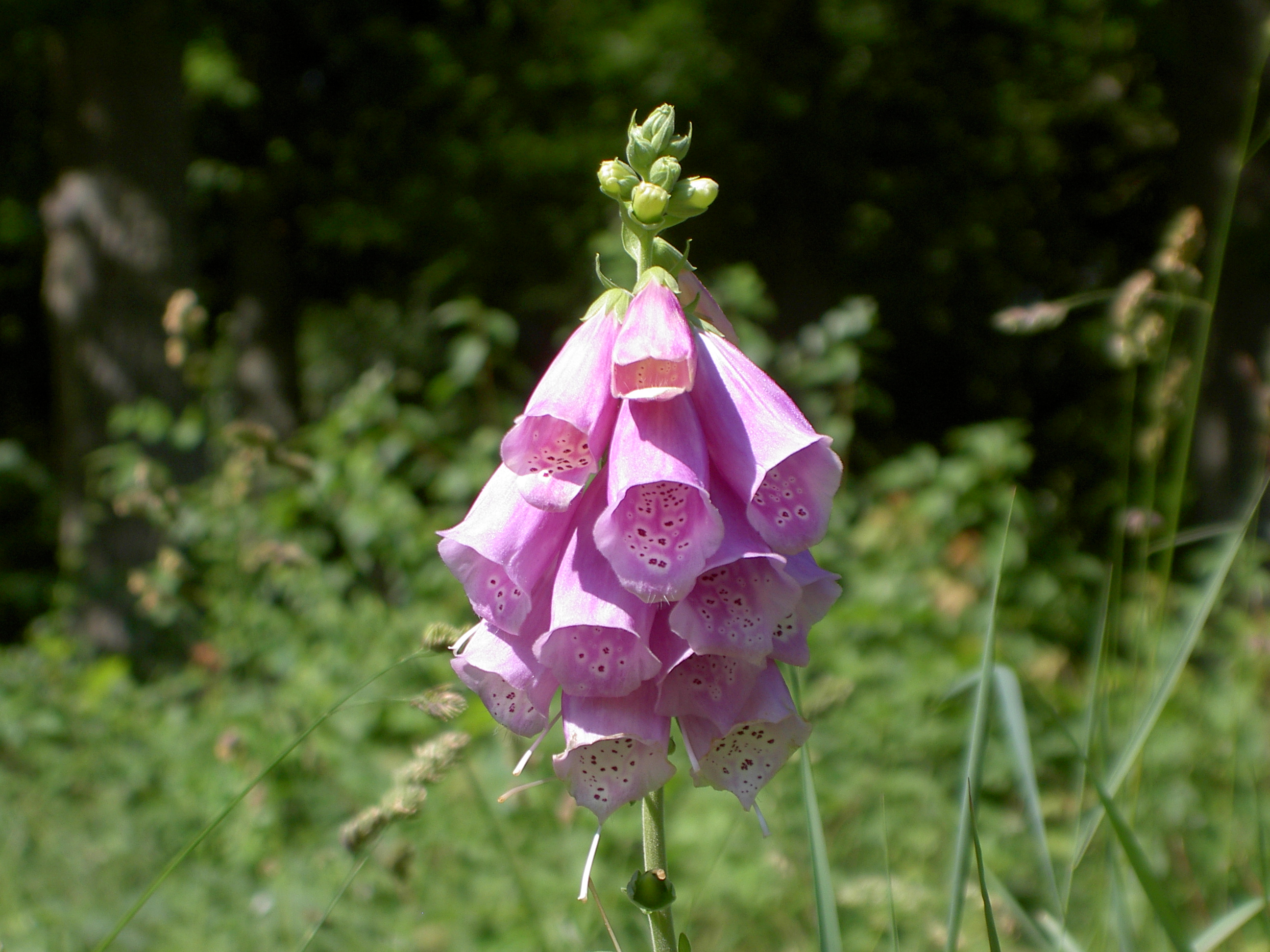
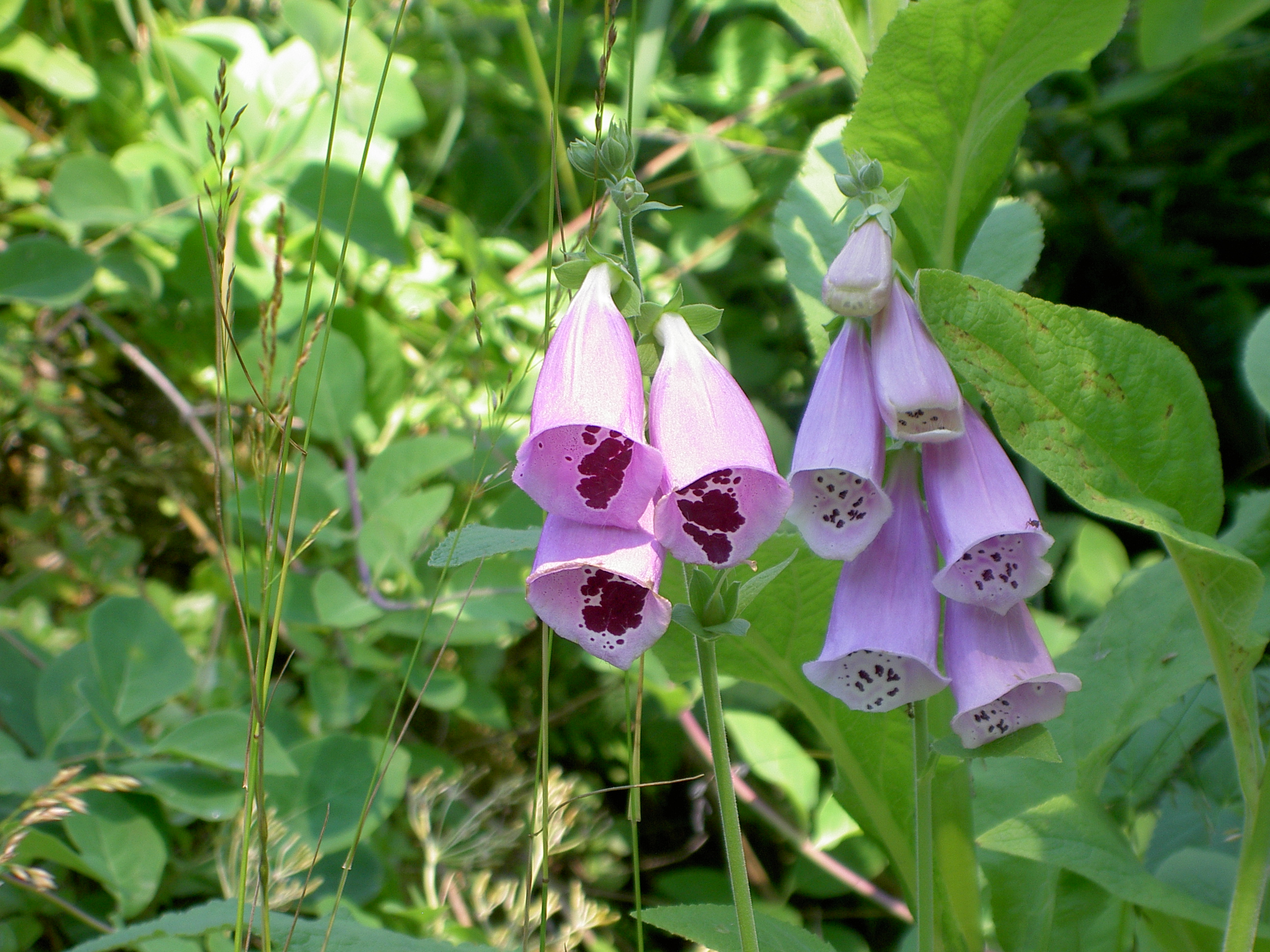
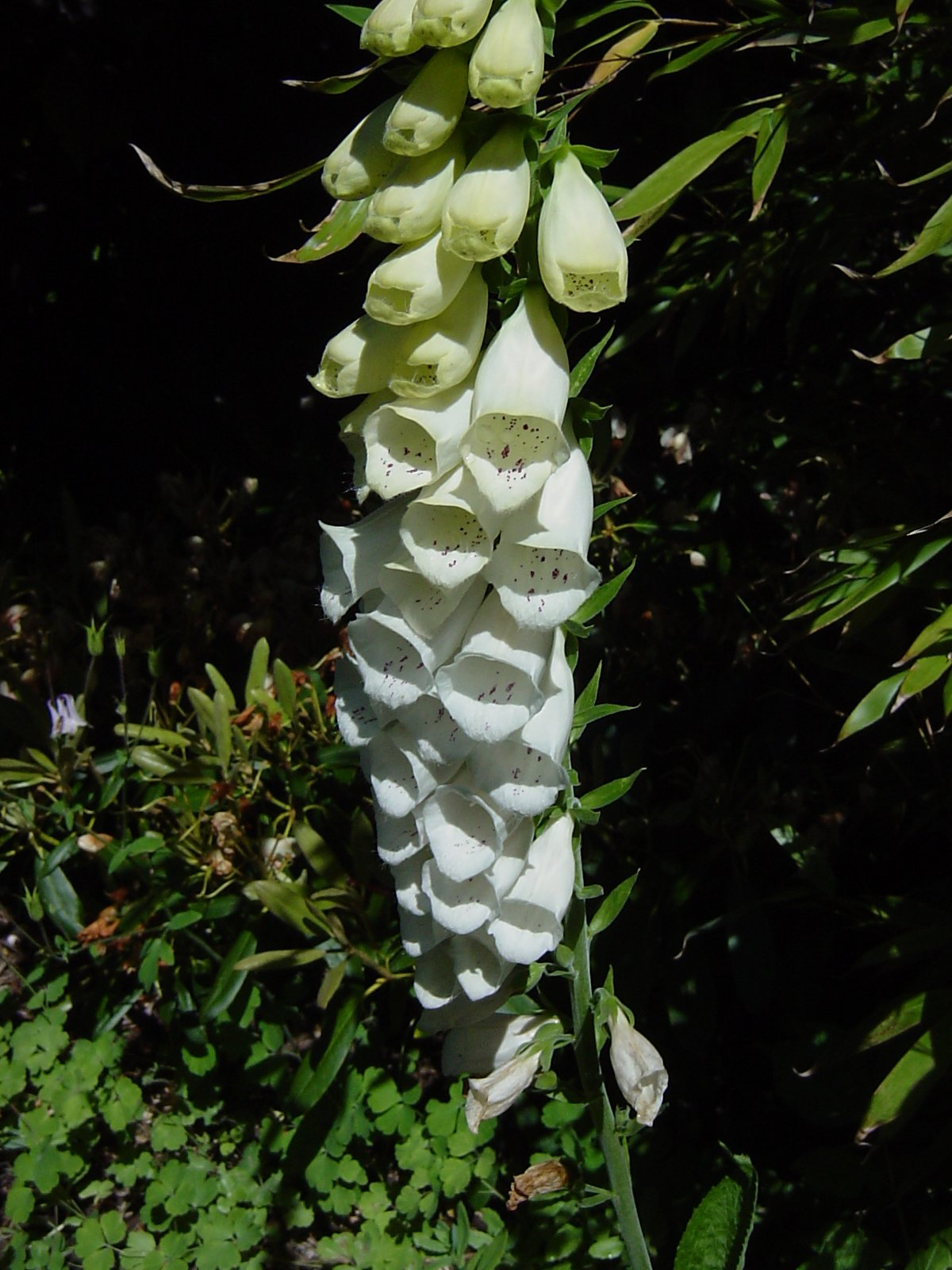
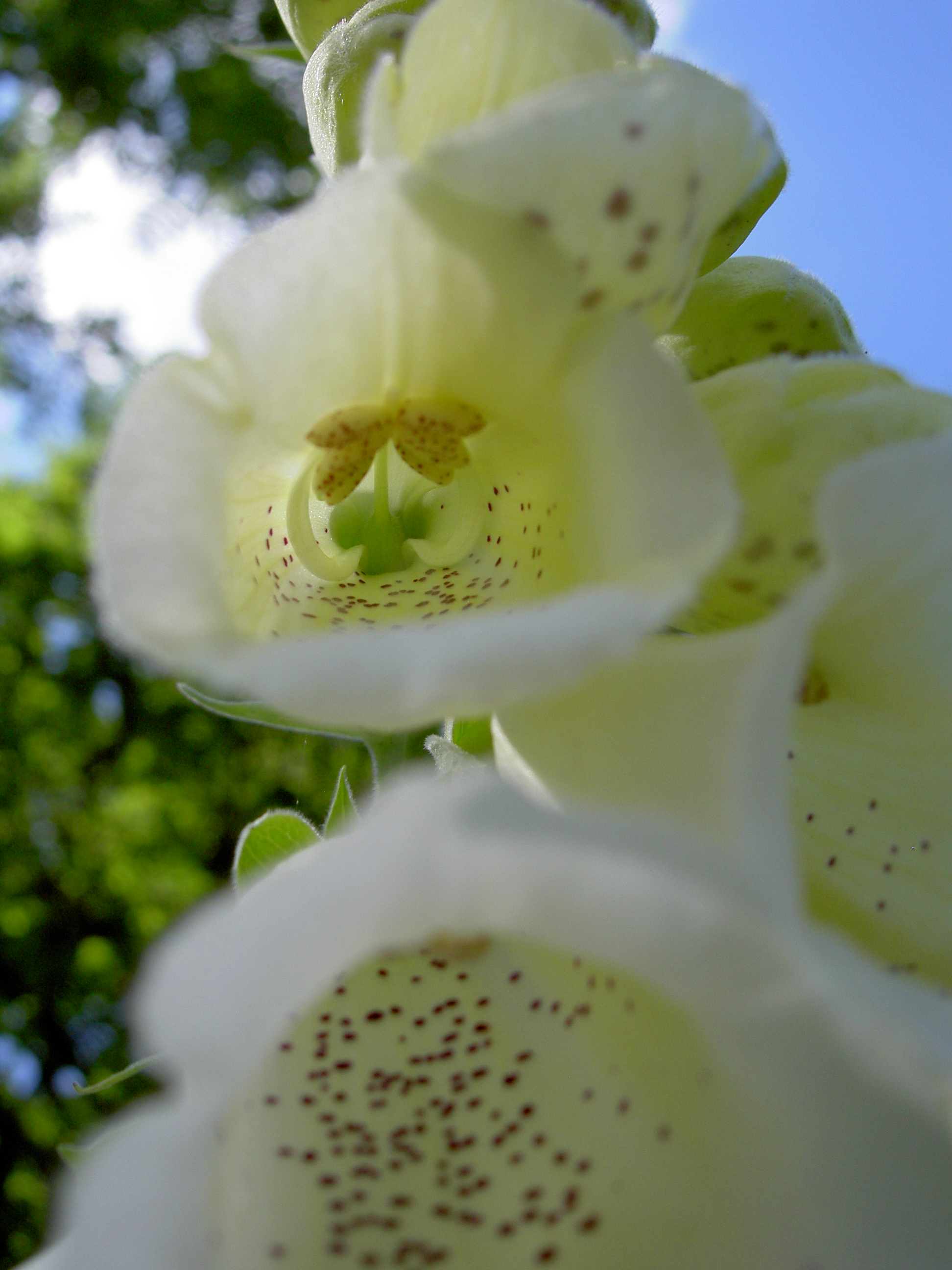
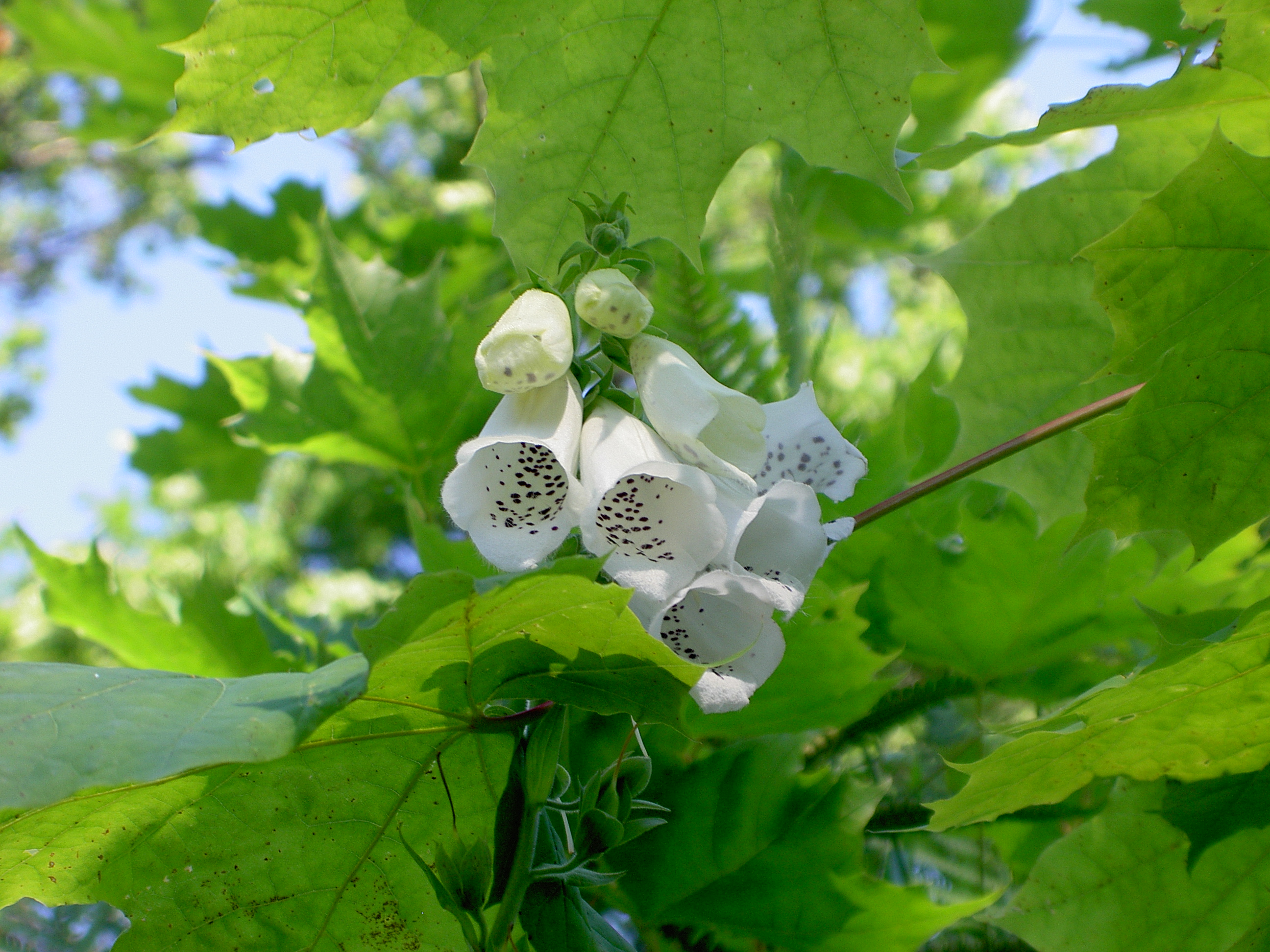